# Robert Habeck
Robert Habeck (født 2. september 1969 i Lübeck) er en tysk forfatter og politiker, der fra 2018 til 2022 har været en af de to formænd for det grønne parti Bündnis 90/Die Grünen (den anden er Annalena Baerbock). Han var fra 2021 til 2025 Tysklands økonomi- og klimaminister samt vicekansler i Regeringen Olaf Scholz.
2009 blev Habeck medlem delstatsparlamentet i Slesvig-Holsten og blev gruppeformand. Ved landdagsvalget 2012 i delstaten Slesvig-Holsten var han spidskandidat for sit parti. Efter dette valg blev Habeck stedfortrædende ministerpræsident og energi-, miljø- og landbrugsminister. Efter landdagsvalget i 2017 blev han 28. juni 2017 igen valgt som stedfortrædende ministerpræsident og blev igen energi-, miljø- og landbrugsminister, indtil han 2018 blev den ene af de to formænd for det grønne parti "Bündnis 90/Die Grünen".
Habeck har flere gange boet i Danmark, blandt andet som studerende i 1990'erne på Roskilde Universitet og taler godt dansk.

## Uddannelse og privatliv
Habeck blev 1989 student ved gymnasiet i Heikendorf. Efter civil værnepligt ved den daværende forening Hamburger Spastikerverein – i dag Leben mit Behinderung Hamburg Elternverein – begyndte han 1991 et studium med en kombination af fagene filosofi, germanistik og filologi på universitet i Freiburg.
1996 opnåede han en magistergrad på Universität Hamburg med en afhandling om Casimir Ulrich Boehlendorffs (1775–1825) digte.
1996 blev han gift med forfatteren Andrea Paluch, samme år blev deres første søn født. Habeck fik 2000 en doktorgrad på Hamborgs universitet i "literarische Ästhetizität" (litterær æsteticitet).
1999 fik ægteparret tvillinger, og familien flyttede til Lüneburg. 2001 flyttede Habeck og Paluch til Flensborg. 2002 blev deres fjerde søn født. Børnene har alle gået på en dansk skole i Nordtyskland og studerer per 2021 i Danmark.

## Forfatter
Siden 1999 har Robert Habeck og Andrea Paluch skrevet deres bøger i fællesskab. I interviews betoner de at deres dobbelte forfatterskab er en bevidst beslutning om en fælles livsvej. Foruden børnebøger og oversættelser af engelsk lyrik udgav Robert Habeck (med Andrea Paluch) romanerne "Hauke Haiens Tod" (2001), "Der Schrei der Hyänen" (2004), "Der Tag, an dem ich meinen toten Mann traf", "Zwei Wege in den Sommer (2006)", "Unter dem Gully liegt das Meer" (2007) og "SommerGIG" (2009).
I Habecks og Paluchs romaner genkendes tydelig den skandinaviske og engelske litteraturs indflydelse. Et tilbagevendende motiv i romanerne er hvad som præger et menneske samt spændingsfeltet mellem frihed og forudbestemt skæbne. I december 2008 blev deres første teaterstykke med titlen "Neunzehnachtzehn", som handler om Matrosoprøret i Kiel opført på "Kieler Theater", Kiel.

## Politiske karriere
2002 blev Habeck medlem af partiet "Bündnis 90/Die Grünen". Fra 2002 til 2004 var han kredsformand i valgkredsen "Schleswig-Flensburg", 2004 blev han landsformand for partiet i Slesvig-Holsten. 2006 kandiderede Habeck som medlem af partiets hovedbestyrelse for hele Tyskland, men blev ikke valgt. 2008 var han spidskandidat for de grønne ved kommunalvalget i "Kreis Schleswig-Flensburg" og blev samme år partiets gruppeformand i Kreistag Schleswig-Flensburg.